# Associazione Calcio Lecco 1939-1940
Questa voce raccoglie le informazioni riguardanti  l'Associazione Calcio Lecco nelle competizioni ufficiali della stagione 1939-1940.

## Rosa
| N. |                   | Ruolo | Calciatore         |
| -- | ----------------- | ----- | ------------------ |
|    | Italia (bandiera) | D     | Pietro Albani      |
|    | Italia (bandiera) | D     | Carlo Ballerini    |
|    | Italia (bandiera) | C     | Pietro Bario       |
|    | Italia (bandiera) | C     | Fulvio Bonacina    |
|    | Italia (bandiera) | A     | Felice Bonfanti    |
|    | Italia (bandiera) | C     | Pietro Bordin      |
|    | Italia (bandiera) | A     | Luigi Carati       |
|    | Italia (bandiera) | C     | Mario Cerati       |
|    | Italia (bandiera) | C     | E. Colombo         |
|    | Italia (bandiera) | D     | Gioacchino Cortese |
|    | Italia (bandiera) | C     | Angelo Corti       |
|    | Italia (bandiera) | C     | Luigi Croci        |

| N. |                   | Ruolo | Calciatore           |
| -- | ----------------- | ----- | -------------------- |
|    | Italia (bandiera) | A     | Ferdinando Cusatelli |
|    | Italia (bandiera) | C     | Giovanni Dell'Oro    |
|    | Italia (bandiera) | P     | Francesco Frigerio   |
|    | Italia (bandiera) | D     | Bruno Gambarelli     |
|    | Italia (bandiera) | C     | Francesco Girotti    |
|    | Italia (bandiera) | A     | Italo Guidi          |
|    | Italia (bandiera) | D     | L. Mapelli           |
|    | Italia (bandiera) | C     | Angelo Meroni        |
|    | Italia (bandiera) | A     | Egidio Meroni        |
|    | Italia (bandiera) | P     | Bruno Pedretti       |
|    | Italia (bandiera) | D     | Luigi Ripamonti      |
|    | Italia (bandiera) | A     | Ernesto Rizzi        |